# Мейс, Джеймс
Джеймс Мейс (англ. James Mace, укр. Джеймс Мейс; 18 февраля 1952 — 3 мая 2004) — американский и украинский историк, политолог, ассистент Роберта Конквеста, сторонник признания Голодомора геноцидом украинцев.

## Биография
Родился в Оклахоме, США.
Под влиянием общественной радикализации конца 1960-х годов стал марксистом, принимал активное участие в протестах против войны во Вьетнаме. Поступил в Университет Оклахомы на магистратуру по праву, но потом решил бросить юриспруденцию, считая её дисциплиной, которая является одним из орудий поддержки несправедливого общественного строя. Поступил в Университет Мичигана на магистратуру по специальности «Русская история». Впоследствии в своей автобиографии он писал, что к этому выбору его побудила не престижность университета, а то, что он имел репутацию «колыбели радикального студенчества, выступающего за демократическое общество, и то, что город Анн-Арбор легализировал марихуану». В университете он хотел исследовать советскую историю 1920-х годов, когда в СССР ещё сохранялась относительная идеологическая свобода. Мейс обратился к профессору Роману Шпорлюку, как к специалисту по творчеству Михаила Покровского, но Шпорлюк предложил ему заниматься историей украинского национал-коммунизма.
В 1981 году защитил в Мичиганском университете диссертацию на звание доктора философии «Коммунизм и дилеммы национального освобождения: национальный коммунизм в советской Украине 1918—1933», в которой объяснял причины краха национально-патриотических идей и процесса украинизации их несовместимостью с коммунистической идеологией.
После защиты диссертации профессор истории Центральной и Восточной Европы Мичиганского университета Роман Шпорлюк (научный наставник исследователя) познакомил его с украинскими иммигрантами, пережившими Голодомор.
В 1982 году на международной конференции в Тель-Авиве, посвящённой Катастрофе европейского еврейства, Мейс заявил: «Чтобы централизовать полную власть в руках Сталина, необходимо было сгубить украинское крестьянство, украинскую интеллигенцию, украинский язык, украинскую историю в понимании народа, уничтожить Украину как таковую. Калькуляция очень проста и примитивна: нет народа, значит нет отдельной страны, а в результате — нет проблем».
Это выступление Дж. Мейса опубликовано в украинском переводе в № 2 «Українського історичного журналу» за 2007 год.
В 1983 году Мейс издал монографию «Коммунизм и дилеммы национального освобождения: национал-коммунизм на Советской Украине 1918—1933».
2 октября 1983 года принял участие в демонстрации украинской диаспоры в Вашингтоне перед посольством СССР с требованием «прекратить уничтожать украинцев».
В 1986—1987 гг. Джеймс Мейс был назначен исполнительным директором исследовательской комиссии при Конгрессе США, задача которой была — дать оценку событиям 1932—1933 гг. на Украине. Исследования её, в основном, сводились к сбору свидетельских показаний людей, в разное время выехавших из СССР в Канаду и США.

В 1993 году Мейс переехал на Украину. Преподавал в Киево-Могилянской академии на кафедре политологии. Джеймс Мейс предложил «теорию украинского постгеноцидного общества», которая, в частности,
«даёт ответ на вопрос о причинах незавершённости оранжевой революции».
Скончался 3 мая 2004 года, был похоронен в Киеве. 26 ноября 2005 года Президент Украины Виктор Ющенко посмертно наградил его орденом князя Ярослава Мудрого II степени, а 2 декабря 2005 года подписал распоряжение об увековечении памяти Мейса. В 2011 году предлагалось переименование в честь Мейса киевской улицы Юрия Коцюбинского (бывшей Новопавловской). Сейчас эта улица носит имя большевика, одного из первых руководителей компартии Украины Юрия Коцюбинского; кроме того, на этой улице до 2012 года находилось посольство США на Украине. Решение не было принято депутатами Киевского городского совета. В 2016 году распоряжением киевского градоначальника Виталия Кличко в честь Мейса была переименована бывшая улица Коллективизации (см. Улица Джеймса Мейса).